# Задача Діріхле

Розв'язання задачі Діріхле на кільці з крайовими умовами:,

Задача Діріхле — вид задач, що з'являється при розв'язанні диференціального рівняння з частинними похідними другого порядку. Названа на честь Йоганна Діріхле.

## Постановка задачі
Задача Діріхле ставиться в такий спосіб: нехай в області {\displaystyle \Omega } задано рівняння
{\displaystyle \Delta u=0}
де {\displaystyle \Delta } — оператор Лапласа. З крайовими умовами:
{\displaystyle {\Bigl .}u{\Bigr |}_{\partial \Omega }=g(\mathbf {x} )}
Така задача називається внутрішньою задачею Діріхле або першою крайовою задачею. Самі умови називаються умовами Діріхле або першими крайовими умовами. Друга назва може трактуватися ширше, вказує на будь-яку задачу розв'язання диференціального рівняння, коли відомо значення шуканої функції на всій границі області. У випадку, коли треба знайти значення функції поза областю {\displaystyle \Omega } задача називається зовнішньою задачею Діріхле.

## Пов'язані теореми
| Теорема. Розв'язання задачі Діріхле, внутрішньої або зовнішньої, єдине |

## Аналітичне розв'язання
Аналітично задача Діріхле може бути розв'язана за допомогою теорії потенціалу. Розв'язання однорідного рівняння можна представити у вигляді:
{\displaystyle u(\mathbf {x} )=\int _{\partial \Omega }{g(\mathbf {x} ){\frac {\partial G(\mathbf {x} ,\mathbf {y} )}{\partial n}}dx}},
де {\displaystyle G(\mathbf {x} ,\mathbf {y} )} — функція Гріна для оператора Лапласа в області {\displaystyle \Omega }.

## Чисельне розв'язання
Побудова аналітичного виразу для функції Гріна в складних областях може викликати труднощі, тому для розв'язання таких задач доводиться користуватися чисельними методами. Для кожного методу свої особливості врахування перших крайових умов:
- В методі скінчених різниць для вузлів на границі області записується рівняння {\displaystyle \mathbf {q} _{i}=g(\mathbf {x} _{i})}, де {\displaystyle i} — номер відповідного вузла.
- В методі скінчених елементів такі крайові умови називають головними крайовими умовами і вони враховуються на етапі складання матриці, для всіх ваг пов'язаних з границею рівняння замінюються на рівняння виду {\displaystyle \mathbf {q} _{i}=g(\mathbf {x} _{i})}, далі виконується кілька кроків методом Гауса, щоб отримана матриця була симетричною[2].

## Фізична інтерпретація
Фізична інтерпретація умов Діріхле — поведінка шуканої величини на границі:
- Температура, якщо розглядається рівняння теплопровідності
- Поле швидкості, якщо розглядається рівняння Стокса
- Магнітне поле або електричне поле, якщо розглядається деяке рівняння, що отримується з рівнянь Максвелла (тоді крайові умови називають магнітними або електричними крайовими умовами, відповідно).